# Буковый орешек
Бу́ковый оре́шек — плод (семянка) широколиственных деревьев рода Бук семейства Буковые (Fagaceae).
Орешки желудевидные, трёхгранные, длиной 10—15 мм, с деревянистой оболочкой, собранные попарно либо по четыре штуки в 4-лопастной оболочке, называемой плюской. Поверхность плодов гладкая, светло-коричневого цвета, блестящая. Ядро белое, сладкое на вкус.
Плоды съедобны после поджаривания. Они богаты жиром — в них содержится более 40 % жира, который состоит на 75 % из ненасыщенных жирных кислот) и углеводов. Буковые орешки содержат в себе большое количество горького на вкус танина и могут содержать в себе ядовитый алкалоид фагин (чрезмерное потребление которого может вызвать кишечные расстройства, судороги или понос, тошноту), разлагающийся при поджаривании. Из обжаренных перетёртых орешков готовят кофейный напиток. Из перемолотых в муку плодов бука пекут хлеб и разные кондитерские изделия. В ядре орешка содержится до 47 % букового масла, которое по своим пищевым качествам является заменой какао-масла. Оно может использоваться при изготовлении шпротов, сардин и других консервов. Жмых, полученный в процессе производства масла, содержит до 52 % белковых веществ и является хорошим кормом для скота. В варёном виде жмых идет на корм птицам. Ядро буковых орешков используется также для приготовления карамельной начинки, различных кондитерских изделий, вина, спирта, суррогата кофе.

## Галерея

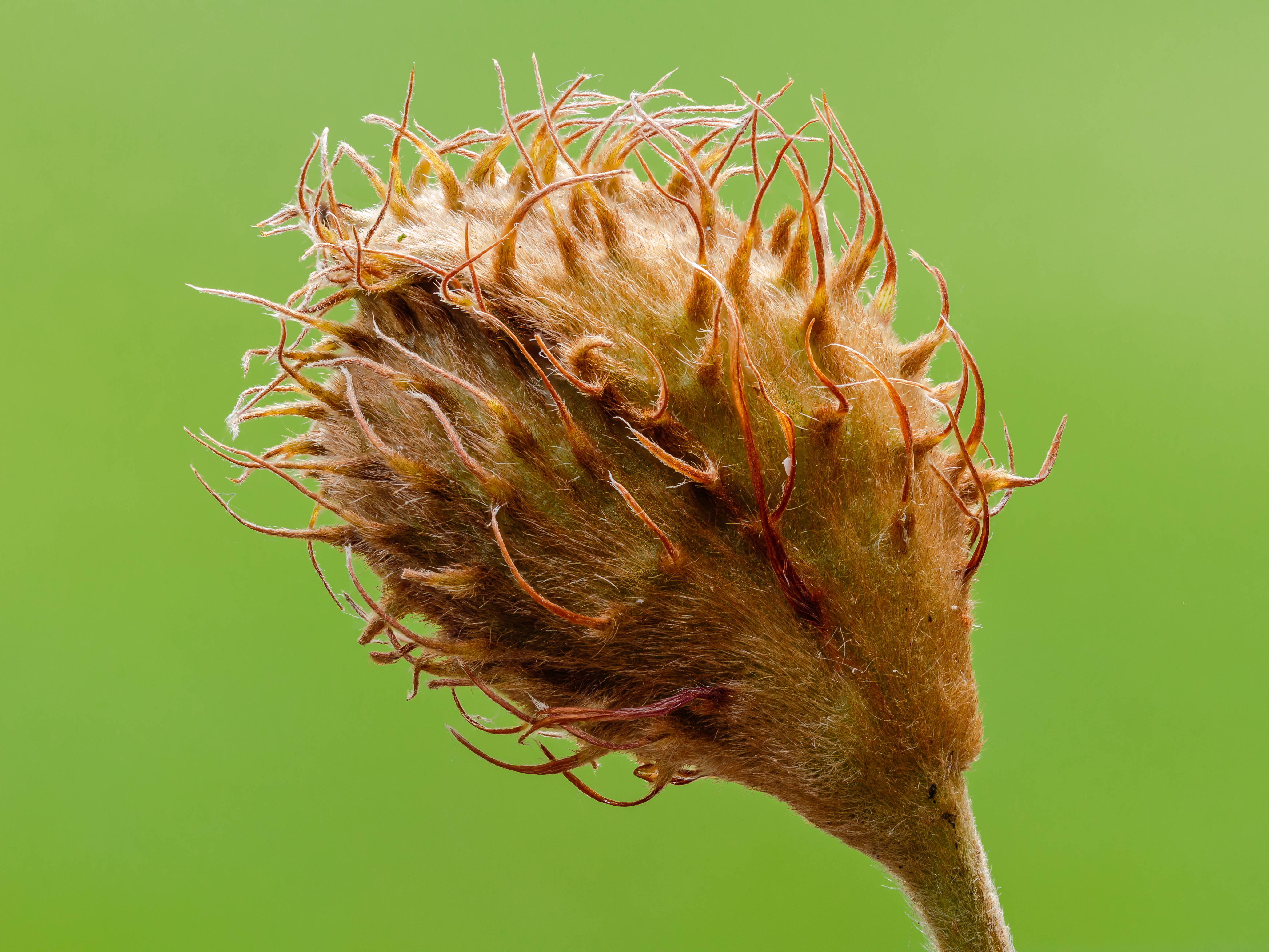
Незрелый плод бука
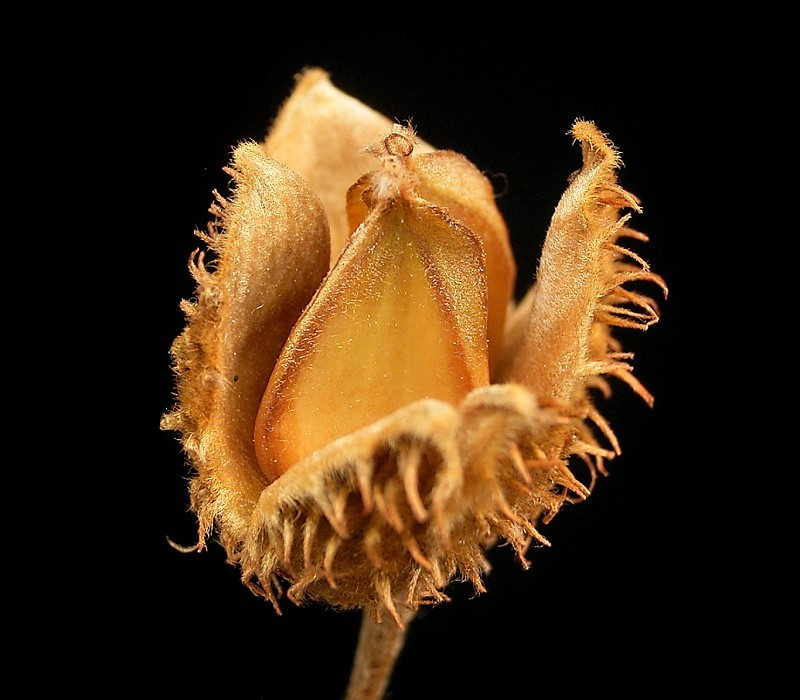
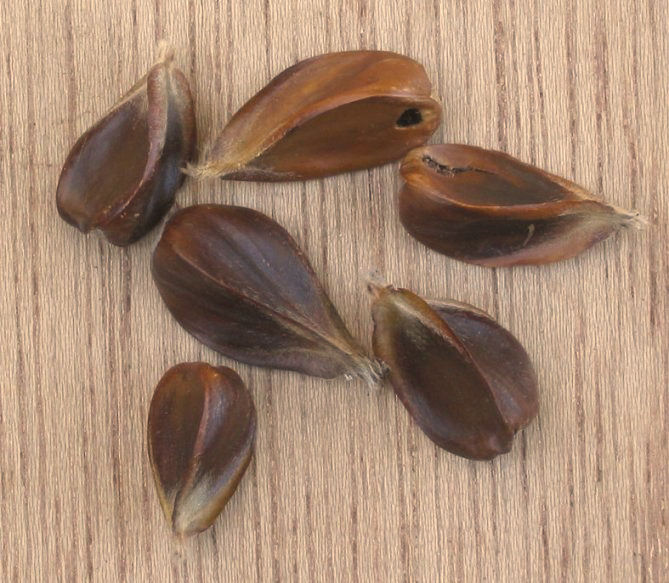
Буковые орешки